# Veinte de Noviembre (Coahuila)
Veinte de Noviembre es una localidad del estado mexicano de Coahuila. Es parte del municipio de Matamoros.

## Toponimia
El nombre de la localidad hace referencia a la Revolución mexicana, iniciada el 20 de noviembre de 1910.

## Demografía
| Gráfica de evolución demográfica |
|                                  |

| Censo | Población |
| ----- | --------- |
| 1960  | 495       |
| 1970  | 646       |
| 1980  | 723       |
| 1990  | 934       |
| 2000  | 1 005     |
| 2010  | 1 420     |
| 2020  | 1 474     |